# Origo Gentis Langobardorum

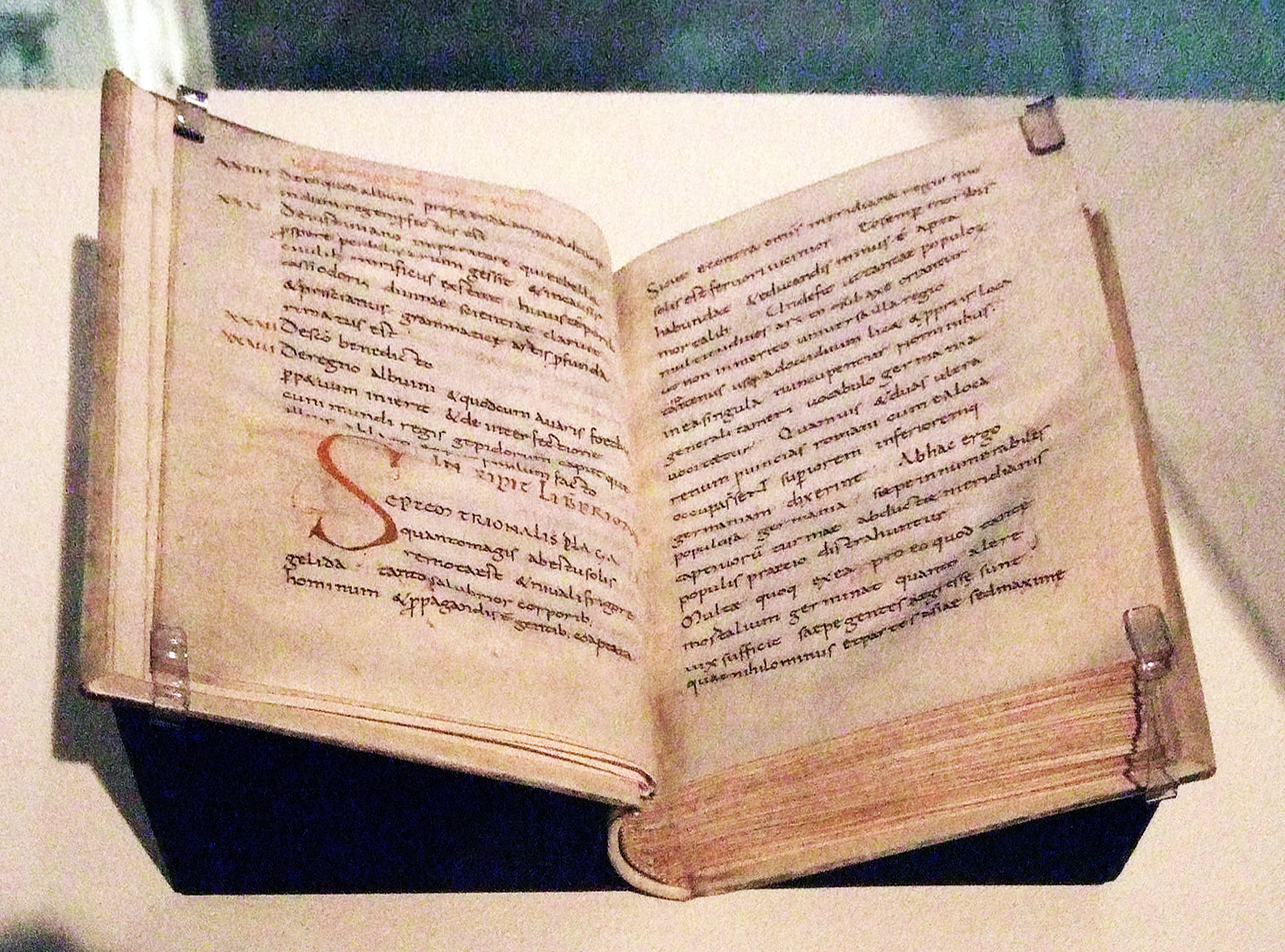
Un codex din secolul al X-lea Origo gentis Langobardorum din Reims, aflat acum la Berlin.

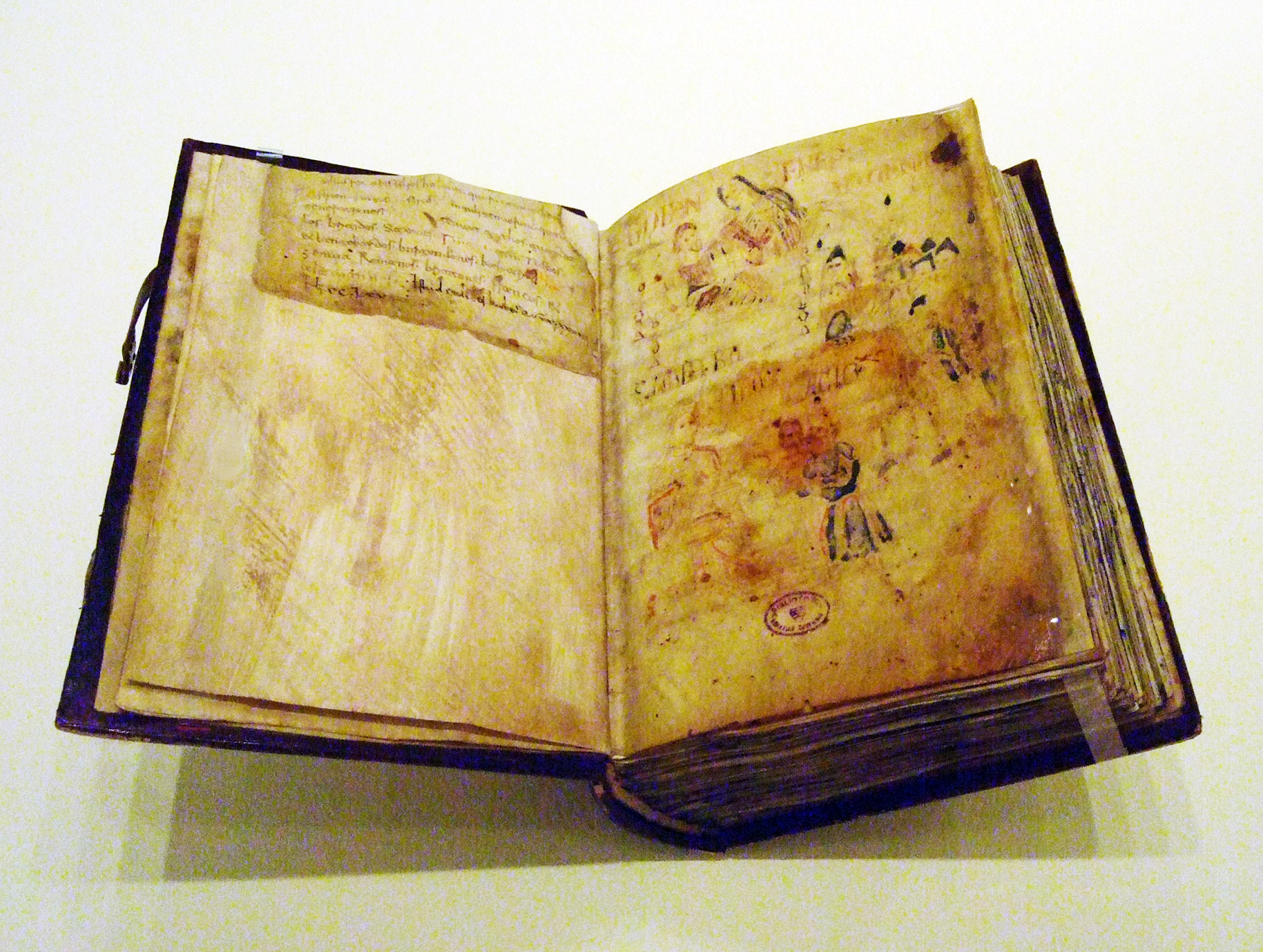
Un codex ilustrat Origo gentis Langobardorum din secolul al XI-lea, aflat acum în Salerno.

Origo Gentis Langobardorum este o lucrare în limba latină din secolul al VII-lea care meționează mitul originii longobarzilor. În prima parte este cuprinsă originea și etimologia numelui longobarzilor, iar în continuarea lucrării este menționată o listă a regilor longobarzi până la Perctarit (672-688).

## Manuscrise
Lucrarea este păstrată sub forma a trei codexuri, majoritatea cuprinzând articole de lege strânse în timpul domniei lui Rothari și cunoascute ca Edictum Rothari sau Leges Langobardorum. Astfel, Origo Gentis Langobardorum este păstrat sub forma a trei manuscrise:
- Modena, Biblioteca Capitolare 0.I.2 (secolul al IX-lea),
- Cava de' Tirreni, Archivio Della Badia 4, (începutul secolului al IX-lea)
- Madrid, Biblioteca Nacional 413 (începutul secolului al XI-lea).

## Conținut
Este o traducere liberă.

### Origini

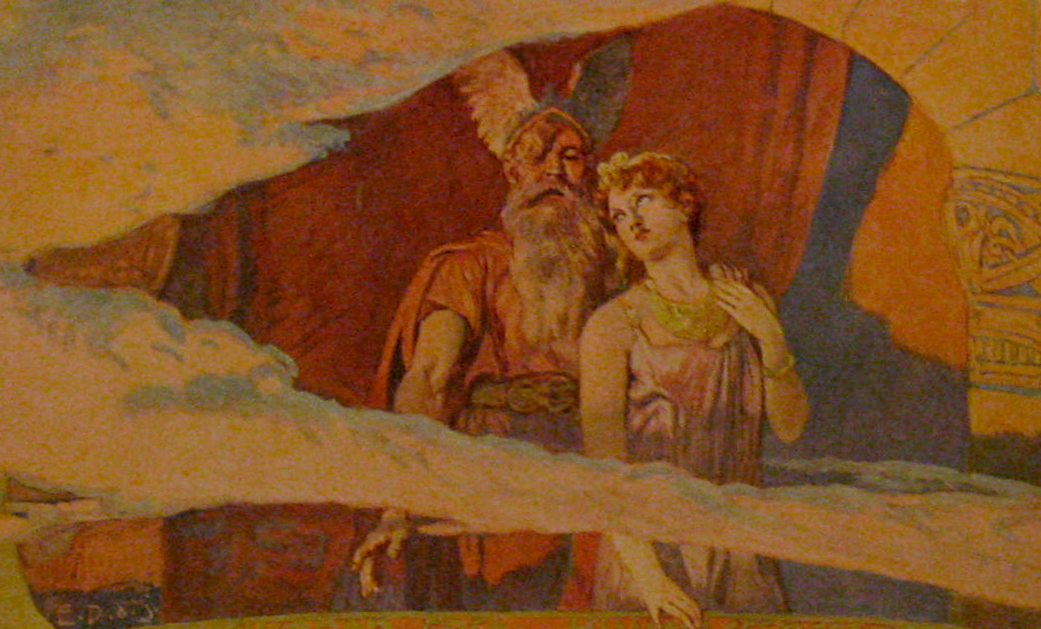
Odin, alături de Frigg, uitându-se la femeile din tribul Winnili (1905) de Emil Doepler.

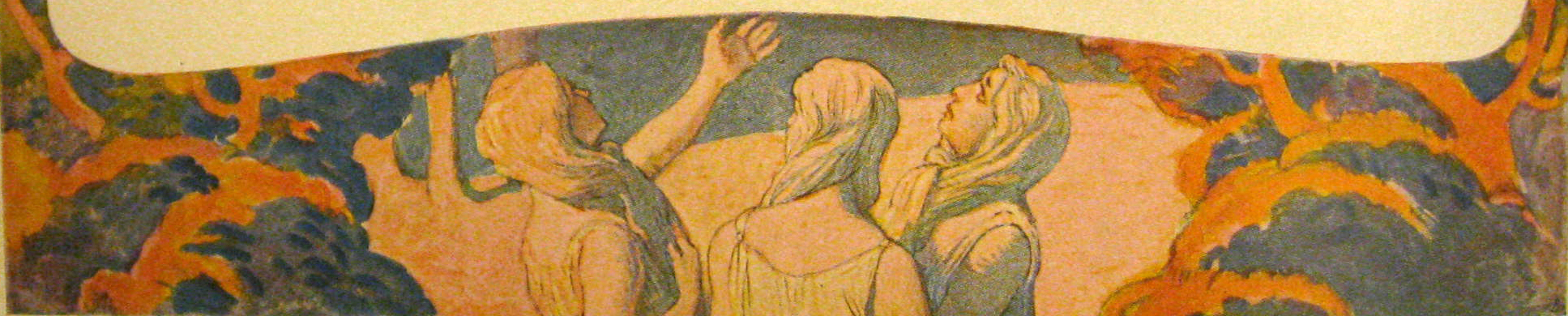
Femeile din tribul Winnili cu părul legat sub forma unei bărbi uitându-se la Odin și Frigg (1905) de Emil Doepler.

Textul menționează insula Scandanan, teritoriul poporului Winnili. Conducătorul lor era o femeie numită Gambara care avea doi fii Ybor and Agio. Conducătorii vandalilor, ambrilor și a assilor le-au cerut să le plătească tribut, dar aceștia au refuzat, spunându-le că preferă să lupte împotriva lor. Ambrii și assii au mers la Godan și l-au cerut ajutorul în obținerea victoriei peste Winnili. Godan le-a răspuns că va oferi victoria celui pe care îl va vedea primul la răsăritul soarelui. În același timp, Gambara și fii săi i-au cerut lui Frigg, soția lui Godan, ajutorul în obținerea victoriei. Frigg i-a sfătuit ca femeile din tribul Winnili trebuie să își lege părul capului în jurul feței pentru a oferi impresia unei bărbi și să se alăture bărbaților pe câmpul de luptă. La răsărit, Frigg a întors patul soțului ei spre est, trezindu-l. Astfel, Godan a văzut femeile din Winnili, cu părul legat în jurul feței, și a întrebat „Cine sunt acești bărboși?”, iar Frigg i-a răspuns, din moment ce i-ai denumit, oferă-le victoria și așa a făcut. Din acea zi, tribul Winnili sunt numiți Langobarzi, „bărbi lungi”.

### Migrarea
După aceasta, longobarzii au migrat spre Golaida (posibil în zona râului Oder), iar mai târziu au stăpânit Aldonus and Anthaib (necunoscut, posibil în Bavaria) și Bainaib (sau Banthaib; posibil în Boemia) și Burgundaib (posibil teritoriul burgunzilor, pe Rinul mijlociu). Longobarzii l-au ales rege pe Agilmund, fiul lui Agion, din linia lui Gugingus. Mai târziu, au urmat Laiamicho din aceiași dinastie și Lethuc (care a domnit aproximativ 40 de ani). Lethuc a succedat de fiul său, Aldihoc, iar după acest, Godehoc a domnit.

### Teritoriile danubiene
Audochari a venit de la Ravenna cu alani și a ajuns la Rugilanda (Austria Inferioară, la nord de Dunăre) pentru a lupta împotriva rugilor. Audo a reușit să le ucidă regele Theuvanue și s-a întors în Italia cu mulți prizonieri. Longobarzii au trăit în Rugilanda timp de câțiva ani.
Gudehoc a fost succedat de fiul său, Claffo, și el de fiul său, Tato. Longobarzii au zăbovit la Feld timp de trei ani, timp în care Tato l-a ucis pe Rodolfo, regele herulilor.
Wacho, fiul lui Unichus, l-a ucis pe Tato, iar Ildichus, fiul lui Tato, a încercat să-și răzbune tatăl, dar a eșuat și a trebuit să se refugieze la gepizi, unde a și murit. Wacho a avut trei neveste, prima Raicunda, fiica lui Fisud, rege al turingilor, a doua Austrigusa, o gepidă, cu care a avut două fiice, Wisigarda, care s-a căsătorit cu Theudipert, regele francilor, și Walderada, care s-a căsătorit cu Suscald, un alt rege al francilor, căruia nu i-a plăcut și i-a dat-o lui Garipald, iar a treia soție Silinga, fiica regelui herulilor, cu care a avut un fiu numit Waltari, care și-a succedat tatăl. Waltari a domnit timp de șapte ani. Farigaidus a fost ultimul din linia de Lethuc.
După Waltari a urmat Auduin, care i-a condus pe longobarzi în Panonia. Alboin, fiul lui Auduin, a fost următorul la tron, a luptat și l-a ucis pe Cunimund, rege al gepizilor. Alboin a luat-o de soție pe Rosemunda, fiica lui Cunimund.

### Italia
După ce longobarzii au stat în Panonia timp de 42 de ani, Albuin i-a condus în Italia, în luna aprilie, iar doi ani mai târziu, Alboin a devenit lord al Italiei. El a domnit timp de trei ani, înainte de a fi ucis de Hilmichis și soția sa, Rosemunda, în palatul din Verona. Longobarzii, cu toate acestea, nu i-au permis lui Hilmichis să uzurpe tronul.
După Alboin, Cleph a fost rege timp de doi ani. Apoi a urmat un interval de doisprezece ani, în care longobarzii au fost conduși de diverși duci. După aceasta, Autarinus a fost rege timp de șapte ani. El s-a căsătorit cu Theudelenda, fiica lui Garipald, și cu Walderada a Bavariei. Autarinus l-a numit pe fratele Walderei, Gundoald, duce de Asti.
Agilulf, ducele de Torino, s-a căsătorit cu regina Theudelenda, devenind rege al longobarzilor. Și-a ucis inamicii (Zangrolf din Verona, Gaidulf din Bergamo). Cu Theudelenda, el a avut o fiică numită Gunperga și a domnit timp de șase ani.

## Legături externe
- Origo Gentis Langobardorum Arhivat în 2 aprilie 2010, la Wayback Machine.